# Vladimir Vysotskij
Vladimir Semjonovitj Vysotskij (russisk: Владимир Семёнович Высоцкий, tr. Vladimir Semjonovitj Vysotskij; født 25. januar 1938 i Moskva, Sovjetunionen, død 25. juli 1980 i Moskva) var en russisk sanger, sangskriver, digter og skuespiller af blandet jødisk og russisk afstamning, hvis karriere har haft en enorm og varig indflydelse på den russiske kultur. Han var mest aktiv 1959-1980.

## Historie
Vysotskijs far var en jødisk officer (oberst). Hans mor var en russisk oversætter. Hans forældre blev skilt kort efter hans fødsel, og han blev opdraget af sin far og stedmor af armensk afstamning, som han kaldte "Tante" Jevgenija. I 1955 kom han ind på Moskvas institut for byggeri og anlæg (МИСИ), men droppede ud efter blot et semester for at forfølge sin karriere. I 1959 begyndte han at optræde på Aleksandr Pusjkin-teatret.

## Ægteskab
Vysotskijs første kone var Izolda Zjukova. Han mødte sin anden hustru, Ljudmila Abramova i 1961. De blev gift i 1965 og havde to sønner, Arkady og Nikita. Siden 1969 var han gift med den franske skuespillerinde Marina Vlady og parret holdt sammen til hans død i 1980, selv om de overvejende boede hver for sig i hhv. Paris og Moskva. Marina Vlady meldte sig ind i det franske kommunistparti.

## Senere år
I midten af 1970'erne var Vysotskij blevet ramt af alkoholisme. Mange af hans sange havde direkte eller metaforisk forbindelse med alkoholisme, galskab, mani og tvangstanker. Samtidig fik Vysotskij officiel anerkendelse som teater- og filmskuespiller.

## Død
På trods af sin succesfulde skuespillerkarriere fortsatte Vysotskij med sine koncerturneer i hele landet, ofte på en kompulsiv som mod slutningen af sit liv drev sin voksende afhængighed af euforiserende stoffer, først amfetamin, derefter opiater. Dette bidrog til en forværring af hans helbred, og han døde i Moskva i en alder af 42 år af hjertesvigt. Vysotskijs lå på lit de parade på Taganka-teatret, hvorfra bisættelsen fandt sted. Han blev senere begravet på Vagankovskoje-kirkegården i Moskva. Han døde i midten af de olympiske lege, og tusindvis af Moskvas borgere forlod stadionerne for at deltage i begravelsen. Titusindvis af mennesker gik ud på gaden for at fange et glimt af hans kiste.

## Filmografi i udvalg
- 713-j prosit posadku (da.: 713 anmoder om tilladelse til landing, 1962)
- Strjapukha (da.: Kokken, 1965)
- Vore sønner (1965)
- Vertikal (1967)
- Korotkije vstretji (1967)
- Interventsija (da.: Intervention, 1968)
- Khozjain tajgi (da.: Taigaens mester, 1968)
- Sluzjili dva tovarisjja (da.: To kammarater tjente, 1968)
- Opasnyje gastroli (da.: Farlige ture, 1969)
- Tjetvjortyj (da.: Den fjerde, 1972)
- Plokhoj khorosjij tjelovek (da.: Den dårlige gode mand, 1973)
- Ivan da Marja (da.: Ivan og Marja, 1974)
- Begstvo mistera Mak-Kinli (da.: Mr. McKinleys flugt, 1975)
- Skaz pro to, kak tsar Pjotr arapa zjenil (da.: Fortællingen om, hvordan araberen zat Peter giftede sig, 1976)
- Mesto vstretji izmenit nelzja (da.: Mødestedet kan ikke ændres, tv-serie 1979)

## Galleri
- Tegning af Vysotskij